# 沙倫斯普林斯 (紐約州)
沙倫斯普林斯（英語：Sharon Springs）是位於美國紐約州斯科哈里縣的村。

## 人口
根據2020年美國人口普查的數據，沙倫斯普林斯的面積為4.73平方千米，皆為陸地。當地共有人口483人，而人口密度為每平方千米102人。